# Henry-Bernard Baptiste
Henry-Bernard Baptiste (* 12. März 1989 auf Rodrigues) ist ein Kugelstoßer aus der Mauritius und derzeitiger Rekordinhaber seines Landes in dieser Disziplin. 

## Sportliche Laufbahn
Erste internationale Erfahrungen sammelte Henry-Bernard Baptiste bei den Afrikaspielen 2015 in Brazzaville, bei denen er mit einer Weite von 16,55 m den fünften Platz belegte. Im Jahr darauf erreichte er bei den Afrikameisterschaften in Durban mit 16,71 m Rang neun und 2017 gewann er bei den Spielen der Frankophonie in Abidjan mit 17,56 m die Bronzemedaille hinter dem Kongolesen Franck Elemba und Bob Bertemes aus Luxemburg. 2018 nahm er erstmals an den Commonwealth Games im australischen Gold Coast teil und schied dort mit 17,20 m in der Qualifikation aus, ehe er bei den Afrikameisterschaften in Asaba mit 17,99 m auf Rang sechs gelangte. 2019 wurde er bei den Afrikaspielen in Rabat mit einer Weite von 17,88 m Siebter. 2022 gelangte er bei den Afrikameisterschaften in Port Louis mit 17,66 m auf Rang fünf und im Jahr darauf gewann er bei den Spielen der Frankophonie in Kinshasa mit 18,02 m die Bronzemedaille hinter dem Rumänen Marius Musteaţă und Muhamet Ramadani aus dem Kosovo. 2024 belegte er bei den Afrikaspielen in Accra mit 17,85 m den vierten Platz.
In den Jahren 2021 und 2023 wurde Baptiste mauritischer Meister im Kugelstoßen.